# Tahal

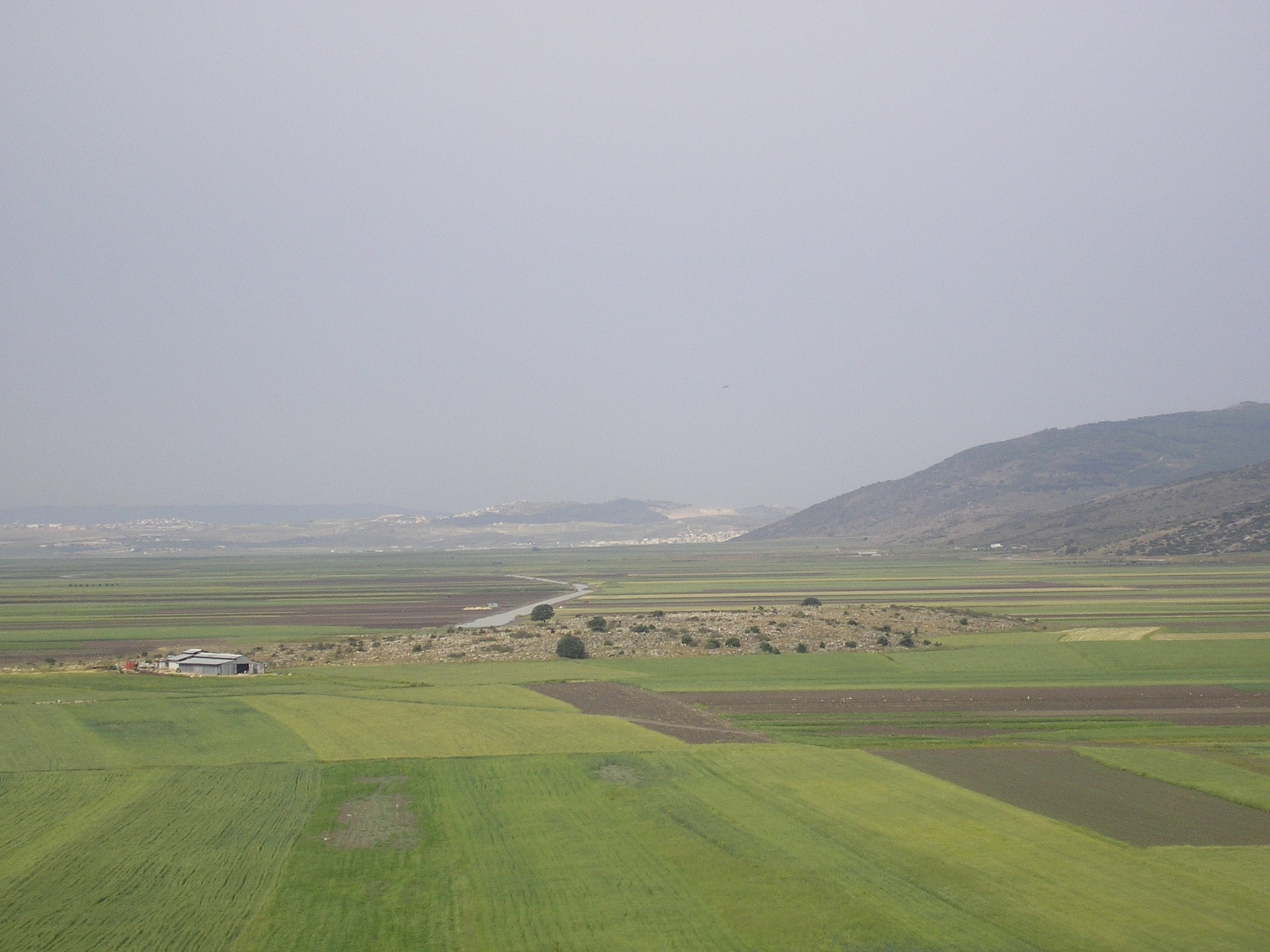
Národní rozvaděč vody v údolí Bejt Netofa navržený podnikem Tahal

Tahal (hebrejsky: תַּהַ״ל, akronym názvu Tichnun ha-majim le-Jisra'el, תכנון המים לישראל, doslova Vodní plánování v Izraeli) je projekční a inženýrský vodohospodářský podnik v Izraeli. Zřídila ho roku 1952 vláda Státu Izrael sloučením odboru vodních zdrojů na Ministerstvu zemědělství Izraele a inženýrské divize státního vodárenského podniku Mekorot.
52 % majetkového podílu ve firmě vlastní izraelský stát, zbytek drží Židovská agentura a Židovský národní fond. Podnik se zabývá projektováním vodohospodářských investic v Izraeli i v zahraničí. Podílel se mimo jiné na návrhu národního rozvaděče vody, dokončeného roku 1964, který převádí umělým korytem a potrubím vody Galilejského jezera do centrálních a jižních částí státu. Provádí výzkum v oblasti nových technologií zaměřených na úspory vody jako potlačování výparu, umělého zvyšování vodních srážek, efektivní recyklace odpadních vod a odsolování mořské vody. Kromě toho se Tahal podílel na projektu ropovodu mezi přístavy Ejlat a Haifa, později i ropovodu do Aškelonu. Pronikl také do odvětví dopravních staveb a průmyslového inženýrství. Prováděl četné zahraniční zakázky v rozvojových zemích.
Počátkem 21. století měla společnost cca 500 zaměstnanců. 27 % projektů realizovala v Izraeli, zbytek v zahraničí. Hodnota projektů prováděných Tahalem v roce 2001 dosahovala 1 miliardy amerických dolarů.